# Helenelyst
Helenelyst er et boligområde i Brabrand vest for Aarhus, som blev solgt som byggegrunde i perioden fra 2006-2010.
Området består af tre veje, Helenelyst, Laskedalen samt Porskær. Området er et lukket område med kun en enkelt adgangsvej for biler i nord mod Edwin Rahrs Vej. Hele området afskæres i syd og vest af Den Østjyske Længdebane. Bybus nummer 15 "Brabrand Vest" har endestation midt i området.
Området er primært udlagt til parcelhusbebyggelse, men der ligger også rækkehuse og boligforening i området for at sikre en mere spredt beboersammensætning.
Helenelyst huser cirka 2.000 beboere med mange børnefamilier. Midt i området ligger børnehuset Safiren, som både indeholder vuggestue og børnehave. Der er en større legeplads tilknyttet, som også kan benyttes af andre børn i området. Safiren er én af i alt fem børnepasningsinstitutioner i Gammel Brabrand.

## Rekreative områder
Fra Helenelyst er der nem adgang til større naturområder. Årslev Skov i syd, True Skov i vest og Skjoldhøjkilen i nord og nord-øst. Den lille Voldbæk flyder vestom Helenelyst mod Årslev Engsø i Aarhus Ådal.
Umiddelbart nord og nord-øst for Helenelyst ligger naturområdet Langdalen.